# Tor-ramdisk
Tor-ramdisk è una distribuzione micro Linux basata su uClibc i686 il cui unico scopo è ospitare un server Tor in un ambiente che massimizzi la sicurezza e la privacy. La sicurezza è migliorata in Tor-ramdisk utilizzando un kernel con patch GRSEC / PaX compilato in modo monolitico e strumenti di sistema consolidati. La privacy è migliorata disattivando la registrazione a tutti i livelli in modo che anche l'operatore Tor abbia accesso solo a informazioni minime. Infine, poiché tutto gira nella memoria effimera, nessuna informazione sopravvive a un riavvio, ad eccezione del file di configurazione Tor e della chiave privata RSA, che possono essere esportati e importati via FTP o SCP.